# Alex Wheatle
Alex Alphonso Wheatle (Londra, 3 gennaio 1963 – 16 marzo 2025) è stato uno scrittore britannico.

## Biografia
Nato a Londra il 3 gennaio 1963 nel quartiere di Brixton da Almira e Alfred, di origine giamaicana, ha trascorso l'infanzia al Shirley Oaks Children's Home nle borgo di Croydon.
Arrestato per aver partecipato alla rivolta di Brixton del 1981, fu condannato a 6 mesi di carcere, dove iniziò ad appassionarsi alla lettura e alla scrittura.
A partire dal suo esordio nel 1999 con il libro ispirato a vicende autobiografiche Brixton Rock, pubblicò numerosi romanzi specializzandosi in narrativa young adult e prediligendo temi quali ingiustizie sociali, razzismo e problematiche familiari.
Le sue vicende biografiche fornirono il soggetto per l'episodio "Alex Wheatle" della miniserie televisiva Small Axe del 2020 diretta da Steve McQueen.
È morto il 16 marzo 2025 in seguito alle complicazioni di un carcinoma della prostata.

## Opere

### Romanzi
- L'erba nera: vita e morte a est di Acre Lane (East of Acre Lane, 2001), Santa Maria Capua Vetere, Spartaco, 2011 traduzione di Francesca Orlati ISBN 978-88-96350-18-8.
- The Seven Sisters (2002)
- Checkers con Mark Parham (2003)
- Island Songs (2005)
- Tranquillo, fratello! (The Dirty South, 2008), Santa Maria Capua Vetere, Spartaco, 2009 traduzione di Francesca Orlati ISBN 978-88-87583-92-2.
- Home Boys (2018)
- Cane Warriors (2020)
- The Humiliations of Welton Blake (2021)
- Kemosha of the Caribbean (2022)
- The Girl with the Red Boots (2025)

### Serie Brixton Rock
- Brixton Rock (1999)
- Brenton Brown (2011)

### Serie Crongton
- Liccle Bit (2015)
- Crongton Knights (2016)
- Straight Outta Crongton (2017)
- Kerb-Stain Boys (2018)
- Home Girl (2019)
- In the Ends (2023)
- A Crongton Christmas Party (2025)

### Memoir
- Sufferah: Memoir of a Brixton Reggae Head (2023)

## Premi e riconoscimenti
Guardian Children's Fiction Prize
- 2016 con Crongton Knights[9]